# Trichobilharzia ocellata
Trichobilharzia ocellata е паразитен трематод от семейство Schistosomatidae разпространен в Европа и Нова Зеландия.
Видът паразитира при птици от семейство Патицови. Цикълът на развитие е подобен на този при шистозомите. Отделените с птиците фекалии заразени с яйца попадат във водоеми. Тук яйцата се излюпват и се развиват мирацидии. Те проникват в сладководното охлювче Lymnaea stagnalis. След няколкодневно развитие в него го напускат като церкарии, които са инвазиоспособни и проникват през кожата в крайния гостоприемник. Тук по кръвен път преминават през белите дробове и се локализират в кръвоносните съдове на черния дроб.
Хората не са краен гостоприемник на паразита, но въпреки това церкарии проникват през кожата като предизвикват т.нар „обрив на плувеца“ – форма на дерматит.